# دوغ كروذرز
دوغ كروذرز (بالإنجليزية: Doug Crothers)‏ هو لاعب كرة قاعدة أمريكي، ولد في 16 نوفمبر 1859 في ناتشيز في الولايات المتحدة، وتوفي في 29 مارس 1907 في سانت لويس في الولايات المتحدة.

## وصلات خارجية
- دوغ كروذرز على موقعبيزبول رفرنس.كوم (الدوري الرئيسي) (الإنجليزية)